# Яэгаси, Сигэо
Сигэо Яэгаси (яп. 八重樫 茂生 Яэгаси Сигэо, 24 марта 1933, Ханамаки, Иватэ — 2 мая 2011, Тама) — японский футболист, игрок национальной сборной (1956—1968), бронзовый призёр летних Олимпийских игр в Мехико (1968).

## Клубная карьера
Яэгаси родился в Тэджоне, но вырос в Ханамаки. Играл за команду университета Чуо и университета Васэда. В 1958 году присоединился к клубу «Фурукава Электрик», за который выступал на протяжении всей своей футбольной карьеры. В 1963 году был признан футболистом года в Японии. Завершил карьеру в 1969 году, проведя в чемпионате 51 матч и забив 14 мячей. Трижды был включен в символическую сборную лиги (1966, 1967 и 1968).

## Карьера в сборной
В июне 1956 года, когда Яэгаси был студентом университета Васэда, он был вызван в сборную Японии на матчи квалификации на летние Олимпийские игры 1956 года. 3 июня он дебютировал во встрече с Южной Кореей. В ноябре он играл на олимпийском турнире в Мельбурне. После этого он выступал на Олимпийских играх 1964 года в Токио и Олимпийских играх 1968 года в Мехико. На этой Олимпиаде он играл в качестве капитана в первом матче против Нигерии, но был заменен из-за травмы на 78 минуте. Эта игра стала последней, проведенной Яэгаси за сборную. Несмотря на невозможность дальше выступить на турнире, он поддерживал национальную команду, которая выиграла бронзовую медаль. Кроме того Яэгаси участвовал в Азиатских играх 1958, 1962 и 1966 годов. За сборную он провел 45 игр и забил 11 голов.

## Тренерская карьера
В 1967 году, когда Яэгаси играл за «Фурукава Электрик», он стал играющим тренером в качестве преемника Рюдзо Хираки, и руководил клубом на протяжении сезона. После окончания игровой карьеры он продолжил тренерскую практику в «Фудзицу» в 1977—1981 и 1985—1989.
В 2005 году Яэгаси был введен в Зал славы японского футбола. 2 мая 2011 года он умер от инфаркта головного мозга в Таме в возрасте 78 лет.

## Достижения

### Командные
«Фурукава Электрик»
- Обладатель Кубка Императора: 1960, 1961, 1964

### Международные
Сборная Японии
- Олимпийских игр: 1968

### Личные
- Футболист года в Японии: 1963
- Символическая сборная Первого Дивизиона Японской футбольной лиги: 1966, 1967, 1968
- Зал славы японского футбола

## Статистика

### В сборной
| Сборная Японии | Сборная Японии | Сборная Японии |
| Год            | Матчи          | Голы           |
| -------------- | -------------- | -------------- |
| 1956           | 3              | 0              |
| 1957           | 0              | 0              |
| 1958           | 2              | 0              |
| 1959           | 5              | 0              |
| 1960           | 1              | 0              |
| 1961           | 7              | 2              |
| 1962           | 7              | 3              |
| 1963           | 5              | 4              |
| 1964           | 2              | 2              |
| 1965           | 4              | 0              |
| 1966           | 2              | 0              |
| 1967           | 3              | 0              |
| 1968           | 4              | 0              |
| Итого          | 45             | 11             |